# Stanford-Binet-Test
Der Stanford-Binet-Test ist ein verbaler Intelligenztest, dessen erste Fassung im Jahr 1916 veröffentlicht wurde. Seit 2003 liegt der Test in einer fünften revidierten Fassung vor.
Es gibt altersspezifische Testvarianten bis zum Alter von 14 Jahren, und es gibt vier Tests, von denen einer für normal begabte und drei für überdurchschnittlich begabte Erwachsene bestimmt sind. So werden Fragen zum Sinngehalt von Sprichwörtern gestellt und das Satzgedächtnis überprüft. Weitere Untersuchungsthemen sind Orientierung, Zahlengedächtnis, Gegensätze und Wiedergabe der Kernthesen eines gehörten Textes.

## Geschichte
Der Stanford-Binet-Test wurde von Lewis Madison Terman als Weiterentwicklung des von Alfred Binet entwickelten Binet-Simon-Test herausgegeben. Hierbei spielten auch die Forschungen William Sterns eine Rolle. Terman erreichte, dass der von ihm entwickelte Test 1924 bei der US-Armee eingeführt wurde. Die Ergebnisse bei diesen Massentest waren allerdings sehr seltsam. Der Durchschnitt der weißen amerikanischen Soldaten erreichte IQ-Werte, die nur knapp über den Werten von Schwachsinnigen lagen. Bei Soldaten, die als Einwanderer galten, waren die Ergebnisse zum Teil noch erheblich niedriger. Trotz dieser offensichtlich unsinnigen Ergebnisse wurde die Wertigkeit des Testes lange nicht in Frage gestellt.